# Michael Green (hockeyer)
Michael Green (Braunschweig, 5 mei 1972) is een voormalig Duits hockeyer. Hij speelde in totaal 320 interlands (veld en zaal) voor zijn vaderland in de periode 1993-2006.
De verdediger speelde tussen 1993 en 2006 308 veldinterlands voor de Duitse hockeyploeg. Hij maakte deel uit van de selecties die deelnamen aan de Olympische Spelen van 1996 en 2000. In 2002 werd hij met de Duitse ploeg wereldkampioen. In dat jaar werd hij door de FIH ook verkozen tot World Hockey Player of the Year.
In clubverband speelde Green voor Harvestehuder THC. Hij is daarnaast arts en sinds 2010 is hij bestuurslid van de Duitse hockeybond.

## Erelijst
- 1993 –  Champions Trophy in Kuala Lumpur
- 1994 –  Champions Trophy in Lahore
- 1994 – 4e WK hockey in Sydney
- 1995 –  Europees kampioenschap in Dublin
- 1995 –  Champions Trophy in Berlijn
- 1996 – 4e Olympische Spelen in Atlanta
- 1996 –  Champions Trophy in Madras
- 1997 –  Champions Trophy in Adelaide
- 1998 –  WK hockey in Utrecht
- 1999 –  Europees kampioenschap in Padova
- 2000 –  Champions Trophy in Amstelveen
- 2000 – 5e Olympische Spelen in Sydney
- 2001 –  EK zaalhockey in Luzern
- 2001 –  Champions Trophy in Rotterdam
- 2002 –  WK hockey in Kuala Lumpur
- 2003 –  Europees kampioenschap in Barcelona

## Onderscheidingen
- 2002 – FIH World Player of the Year

Christoph Bechmann · 
Andreas Becker · 
Patrick Bellenbaum · 
Christian Blunck · 
Oliver Domke · 
Björn Emmerling · 
Carsten Fischer · 
Volker Fried · 
Michael Green · 
Michael Knauth · 
Christian Mayerhöfer · 
Sven Meinhardt · 
Klaus Michler · 
Christopher Reitz · 
Stefan Saliger · 
Jan-Peter Tewes · 
Coach: Paul Lissek
Clemens Arnold · 
Christoph Bechmann · 
Philipp Crone · 
Oliver Domke · 
Christoph Eimer · 
Björn Emmerling · 
Michael Green · 
Florian Kunz · 
Christian Mayerhöfer  · 
Björn Michel · 
Sascha Reinelt · 
Christopher Reitz · 
Ulrich Moissl · 
Christian Wein · 
Tibor Weißenborn · 
Matthias Witthaus · 
Coach: Paul Lissek
- Gemeinsame Normdatei: 122103858
- International Standard Name Identifier: 0000 0000 1251 6793
- Virtual International Authority File: 62421451